# Scipione Chiaramonti
Scipione Chiaramonti (Cesena, 21 de junio de 1565-Cesena, 3 de octubre de 1652) fue un astrónomo y filósofo italiano. Fue oponente de Tycho Brahe, Galileo Galilei y Johannes Kepler.

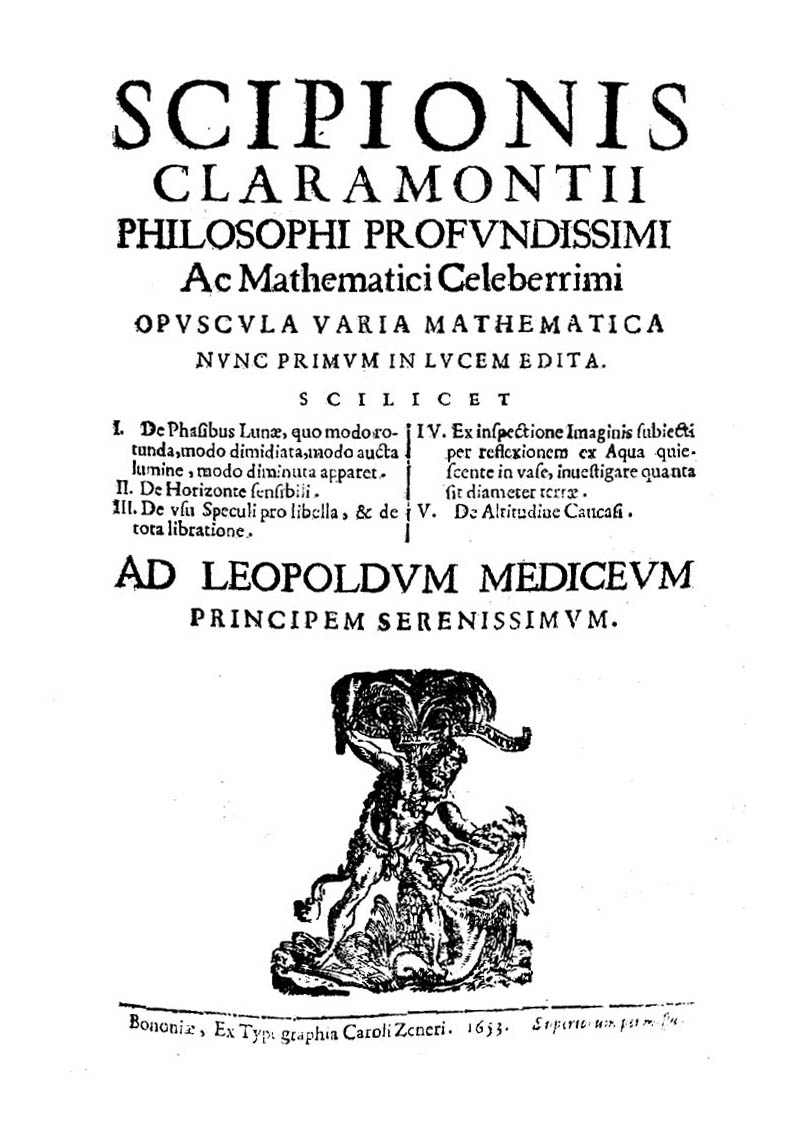
Opuscula varia mathematica, 1653

## Obras
- Discorso della cometa pogonare dell'anno MDCXVIII (en italiano). Venecia: Pietro Farri. 1619.
- De tribus novis stellis quae annis 1572, 1600, 1604 comparuere (en latín). Cesena: Giuseppe Neri. 1628.
- Difesa di Scipione Chiaramonti da Cesena al suo Antiticone, e Libro delle tre nuove Stelle (en italiano). Florencia: Landini. 1633.
- De universo (en latín). Köln: Jost Kalckhoven. 1644.
- De sede cometarum et novorum phaenomenorum (en latín). Forlì: Cimatti. 1648.
- Opuscula varia mathematica (en latín). Bolonia: Caroli Zeneri. 1653.
- In Aristotelem de iride, de corona, de pareliis, et virgis commentaria (en latín). Venecia: Scipione Banca. 1668.
- In quartum metheorum commentaria (en latín). Venecia: Scipione Banca. 1668.